# Montandon
Montandon é uma comuna francesa na região administrativa de Borgonha-Franco-Condado, no departamento de Doubs. Estende-se por uma área de 12,71 km². Em 2010 a comuna tinha 404 habitantes (densidade: 31,8 hab./km²).